# Syzygium tetrapterum
Syzygium tetrapterum är en myrtenväxtart som först beskrevs av Friedrich Anton Wilhelm Miquel, och fick sitt nu gällande namn av Chantaran. och John Adrian Naicker Parnell. Syzygium tetrapterum ingår i släktet Syzygium och familjen myrtenväxter. Inga underarter finns listade i Catalogue of Life.